# 秉氏爬岩鰍
秉氏爬岩鰍（学名：Beaufortia pingi）为腹吸鰍科爬岩鳅属的鱼类，分布於中国的西洋江、廣西、雲南、海南島等地、越南，多见于山溪激流河段。该物种的模式产地在广西凌云。學名的中文名稱常被錯誤標記使用為條斑爬岩鰍（Beaufortia zebroida）造成兩種物種上的混淆。
其种加词“pingi”以秉志的名字命名。也称秉氏吸鳅。